# 40 Bootis
40 Bootis, som är stjärnans Flamsteed-beteckning, är en ensam stjärna i den mellersta delen av stjärnbilden Björnvaktaren. Den har en skenbar magnitud på ca 5,64 och är svagt synlig för blotta ögat där ljusföroreningar ej förekommer. Baserat på parallaxmätning inom Hipparcosuppdraget på ca 19,6 mas, beräknas den befinna sig på ett avstånd på ca 167 ljusår (ca 51 parsek) från solen. Den rör sig bort från solen med en heliocentrisk radiell hastighet på 12 km/s.

## Egenskaper
40 Bootis är en gul till vit jättestjärna av spektralklass F1 III – IV, som betecknar en åldrande stjärna på väg att utvecklas till en jätte.  Den har en massa som är ca 1,5 gånger solens massa, en radie som är ca 4 gånger större än solens och utsänder ca 12 gånger mera energi än solen från dess fotosfär vid en effektiv temperatur på ca 7 100 K.